# I Congrés d'Història del País Valencià
El I Congrés d'Història del País Valencià se celebrà del 14 al 18 d'abril de 1971, organitzat pels departaments d'història de les Facultats de Filosofia i Lletres, Dret, Medicina i Ciències Econòmiques de la Universitat de València, i fou una de les principals apostes cíviques anteriors a la transició democràtica espanyola, ja que hom pretenia posar en marxa un procés de reflexió acadèmica que ocupés el buit polític nacionalista.
El president de la comissió organitzadora fou Julià San Valero Aparisi i com a vocals, Miquel Tarradell, Joan Reglà i Campistol, Vicenç Rosselló i Ernest Lluch. El secretari general del Congrés fou Emili Giralt i Raventós, i hi participaren activament gent vinculada al Partit Socialista Valencià com Alfons Cucó o Sebastià Garcia Martínez. Hi participaren al voltant de 700 congressistes, entre ells Lluís Vicent Aracil, Màrius Garcia Bonafé, Empar Álvarez, Ricard Pérez Casado, Josep Vicent Marquès i González i Josep Lluís Blasco i Estellés.
En aquesta ocasió es va jugar una adaptació teatral escrita per Maria Aurèlia Capmany del Tirant lo Blanc per la companyia «La Cazuela» d'Alcoi.